# Biesdorf (Eifel)
Biesdorf település Németországban, Rajna-vidék-Pfalz tartományban. Lakosainak száma 242 fő (2023. december 31.).

## Népesség
A település népességének változása:
| Lakosok száma | 337  | 222  | 240  | 241  | 249  | 249  | 242  |
|               | 1975 | 2014 | 2017 | 2019 | 2021 | 2022 | 2023 |